# Samantha Retrosi
Samantha Retrosi (* 12. Dezember 1985 in Saratoga) ist eine frühere US-amerikanische Rennrodlerin.
Samantha Retrosi, US-Juniorenrodlerin und Juniorenmeisterin der Jahre 2002 und 2003, lebt in Saranac Lake. Sie trat von 2002 bis 2007 in internationalen Wettbewerben an. Bei den Juniorenweltmeisterschaften 2005 belegte sie den vierten Rang und verpasste nur knapp eine Medaille. 2004 und 2006 wurde sie US-Vizemeisterin. Ihre beste Weltcupsaison hatte Retrosi 2005/06. In der Saison erreichte sie ihr bestes Weltcupergebnis, einen vierten Platz in Lake Placid sowie einen dritten Platz mit dem Team an selber Stelle. Bei den Olympischen Spielen 2006 von Turin stürzte Retrosi im zweiten Durchgang schwer und musste ins Krankenhaus eingeliefert werden, hatte aber keine schwerwiegenden Verletzungen.
Im Juni 2007 gab Retrosi ihren Rücktritt vom Leistungssport bekannt und begann ein Soziologie-Studium an der George Mason University.